# یوگنی سردین
یوگنی سردین (روسی: Евгений Алексеевич Середин؛ ۱۰ فوریه ۱۹۵۸ – ۵ آوریل ۲۰۰۶) شناگر اهل اتحاد جماهیر شوروی سوسیالیستی بود.
وی در مسابقات کشوری و بین‌المللی در مجموع برندهٔ ۱ مدال نقره شده‌است.